# Magic Mountain Water Park

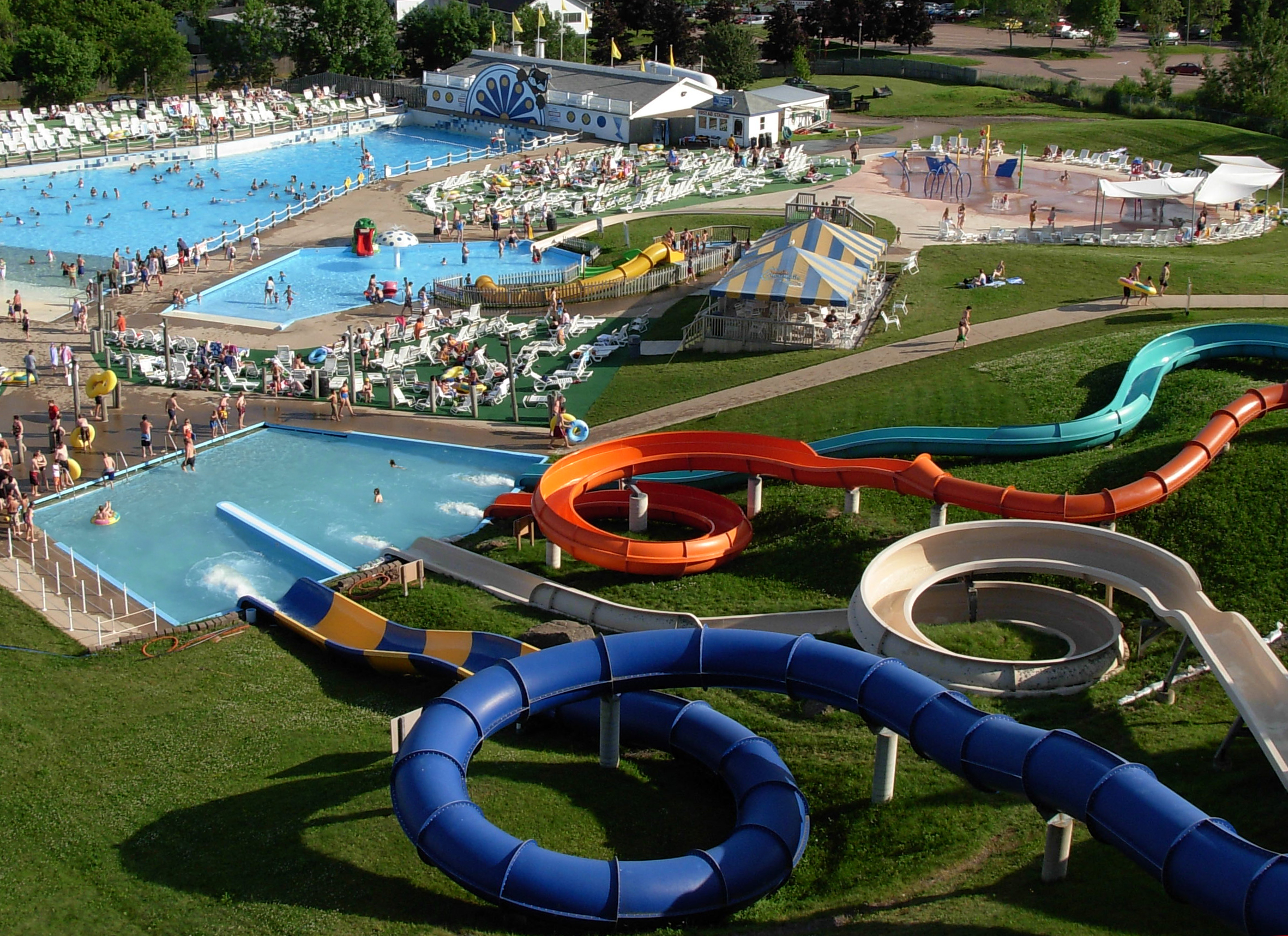
Visto do topo do parque pelo Kamikaze slide.

Magic Mountain Water Park (em francês:  Parc aquatique Magic Mountain), conhecido como Magic Mountain, é um parque aquático localizado em Moncton, New Brunswick, Canadá.  
É a maior atração turística existente nas províncias atlânticas do Canadá.